# 阿部山 (北海道)

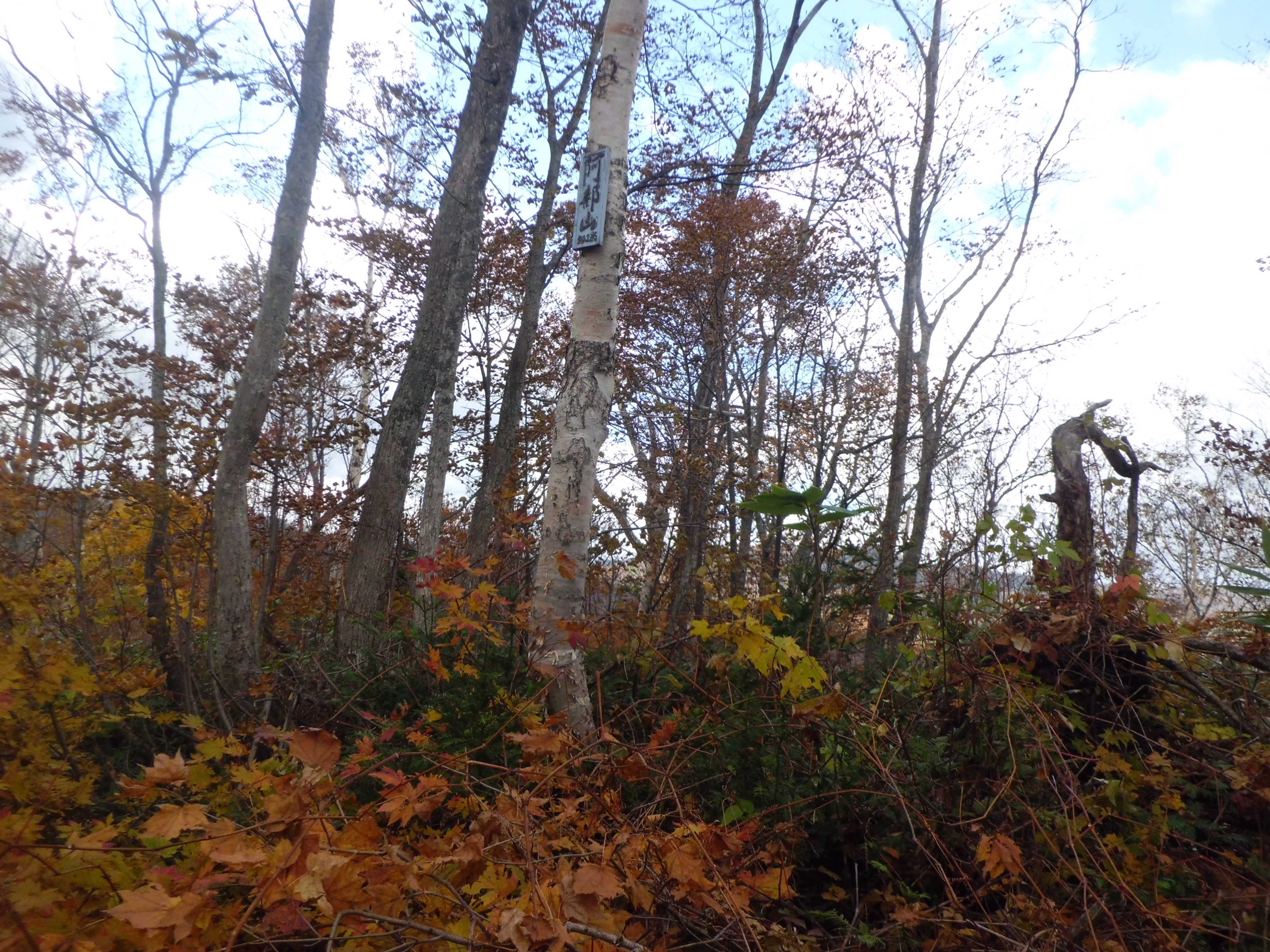
阿部山山頂

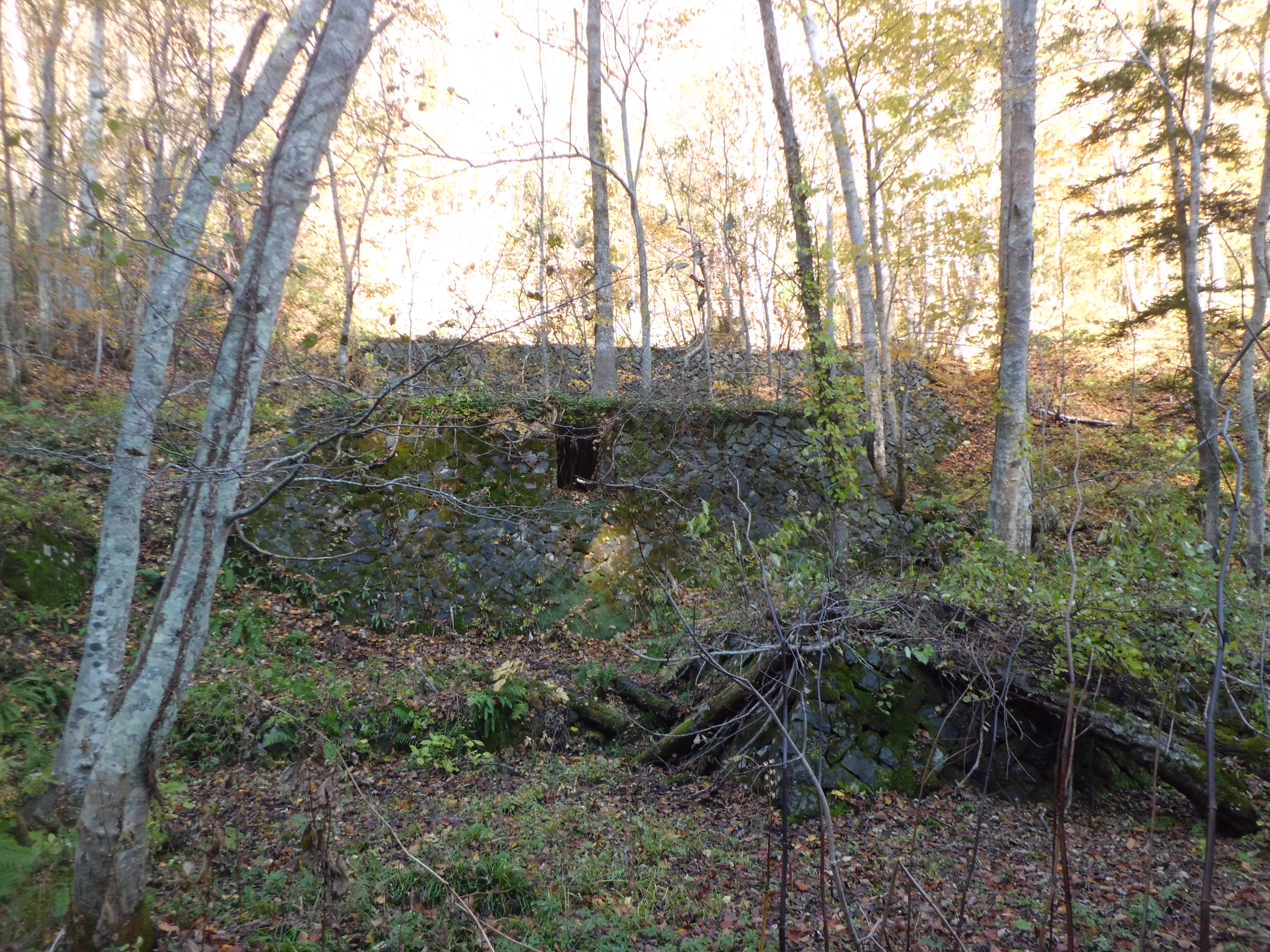
札幌鉱山跡

阿部山（あべやま）は北海道札幌市西区平和にある山。

## 概要
標高703メートル。琴似発寒川と宮城の沢川に挟まれており、この両河川の合流地点近くには平和の滝がある。
山名は最初の所有者に由来する。開拓当初は木材が利用されていたが、明治の末ごろに中島商事株式会社が札幌鉱山を設立し、金銀銅の採掘が行われるようになった。最盛期は500人の鉱員が働いていたが、採算が合わなくなったため1936年（昭和11年）か1937年（昭和12年）ころに閉山した。川岸には当時の痕跡と思われる石積みがいくつか残されている。
登山道は存在しない。